# Międzynarodowy Konkurs Wokalny w ’s-Hertogenbosch
Międzynarodowy Konkurs Wokalny w ’s-Hertogenbosch (International Vocal Competition ’s-Hertogenbosch) – międzynarodowy konkurs dla śpiewaków operowych (limit wieku od 32 do 35 lat w zależności od edycji) po raz pierwszy zorganizowany w 1954 roku jako Benelux Vocal Competition, od 1955 pod obecną nazwą. Należy do Światowej Federacji Międzynarodowych Konkursów Muzycznych. Od 1956 dla najlepszego śpiewaka / najlepszej śpiewaczki konkursu przyznawana jest Wielka Nagroda Miasta Den Bosch (Grand Prix). Do 1992 odbywał się corocznie, w latach 1994–2016 co dwa lata, a od 2017 ponownie corocznie (z przerwa w roku 2021).
Wśród polskich laureatów konkursu znaleźli się m.in.: Halina Łukomska (I nagroda, 1956), Halina Słonicka (II nagroda, 1958), Zofia Janukowicz-Pobłocka (I nagroda, 1959), Irena Torbus-Mierzwiak (II nagroda, 1960), Zofia Anna Wilma (II nagroda, 1962), Antoni Dutkiewicz (II nagroda, 1963), Bożena Kinasz-Mikołajczak (I nagroda, 1964), Anna Malewicz-Madey (II nagroda, 1964), Stefania Toczyska (II nagroda, 1973), Alicja Świątek-Matusik (II nagroda, 1975), Eligia Kłosowska (II nagroda, 1977), Janusz Marciniak (II nagroda, 1977), Elżbieta Szmytka (Grand Prix i I nagroda, 1982), Ryszard Cieśla (II nagroda, 1986), Adam Kruszewski (II nagroda, 1987), Artur Stefanowicz (II nagroda, 1991), Kinga Borowska (nagroda specjalna, 2017) i Stanisław Napierała (II nagroda, 2022). W 1994 II nagrodę zdobyła reprezentująca Ukrainę Olga Pasiecznik.
Jurorką konkursu była Halina Łukomska (1967, 1972, 1978).

## 1. edycja, 1954
Jury: Manus Willemsen (Holandia) – przewodniczący, Frans van Amelsvoort (Holandia), Maurice de Groot (Belgia), Hein Jordans (Holandia), Wieke Jordans (Holandia), Felix de Nobel (Holandia), Peter Vos (Holandia)
- I nagrody: Anette de La Bije (Holandia), Aukje Karsemeyer (Holandia), Hans Wilbrink (Holandia), Frans Meulemans (Belgia)
- II nagrody: Henriette Willems (Belgia), Tim Jacobs (Holandia)

## 2. edycja, 1955
Jury: Nadia Boulanger (Francja), Maria Ceuppens (Belgia), Frans Vroons (Holandia), Alexander Krannhals (Szwajcaria), Roy Henderson (Wielka Brytania), Annie Wood (Holandia), Franz Völker (Holandia), Ferdinand Leitner (Niemcy) 
- I nagrody: Eva Bornemann (Niemcy) – alt, Jean Capiaux (Francja) – bas
- II nagrody: Arjan Blanken (Holandia) – tenor, Willem van der Sluys (Holandia) – tenor, Albert van Haasteren (Holandia) – baryton

## 3. edycja, 1956
Jury: Frans van Amelsvoort (Holandia), Franz Andre, Roy Henderson (Wielka Brytania), Elisabeth Höngen (Austria), Hein Jordans (Holandia), Jo Vincent, Peter de Voos, Franz Vroons (Holandia), Manus Willemsen (Holandia), Annie Wood (Holandia)
- Grand Prix: Ladislav Mraz (Czechosłowacja) – bas-baryton
- I nagrody: Elly Ameling (Holandia) – sopran, Adna Graham (Wielka Brytania) – sopran, Halina Łukomska (Polska) – sopran, Ursula Boese (Niemcy) – alt, Ladislav Mraz (Czechosłowacja) – bas-barytontenor
- II nagrody: George David Galliver (Wielka Brytania) – tenor, Gunther Wilhelms (Niemcy) – baryton
- dyplomy honorowe: Sukupova Bresova (Czechosłowacja) – sopran, Thelma Godfrey (Wielka Brytania) – sopran, Ludvig Kevehazi (Węgry) – bas, John Noble (Wielka Brytania) – baryton

## 4. edycja, 1957
Jury: Roy Henderson (Wielka Brytania), Elisabeth Höngen (Austria), Gerhard Hüsch (Niemcy), Frans Vroons (Holandia), Manus Willemsen (Holandia), Annie Wood (Holandia),  Frans van Amelsvoort (Holandia), Gérard Souzay (Francja), Léonce Gras (Belgia), André Vessières (France)
- Grand Prix: Maria van Dongen (Holandia) – sopran
- I nagrody: nie przyznano
- II nagrody: Valerie Cardnell (Wielka Brytania) – sopran, Maria van Dongen (Holandia) – sopran, Ranken Bushby (Wielka Brytania) – bas, Derek Hammond-Stroud (Wielka Brytania) – bas
- dyplomy honorowe: Simon van der Geest (Holandia) – tenor, Renate Gunther (Niemcy) – alt, Ferdinand Koch (Niemcy) – tenor, Gabriela Obremba-Wajda (Polska) – sopran, E. Barr Peterson (USA) – bas, Maria Verbruggen-Verhaert (Belgia) – alt, Inge Wolff (Australia) – sopran

## 5. edycja, 1958
Jury: Renée Defraiteur (Belgia), Ettore Desderi (Włochy), Roy Henderson (Wielka Brytania), Elisabeth Höngen (Austria), Heiu Jordans (Holandia), Gerhard Hüsch (Niemcy), Julius Patzak (Austria), Frans Vroons (Holandia)
- Grand Prix: Elizabeth Simon (Wielka Brytania) – sopran

- I nagrody: Elizabeth Simon (Wielka Brytania) – sopran, Ranken Bushby (Wielka Bytania) – bas,

- II nagrody: Halina Słonicka (Polska) – sopran, Maria Antonietta Sighele (Włochy) – sopran, Aurelio Eustanislao (Filipiny) – bas, Bernard Kruysen (Holandia) – baryton

- dyplomy honorowe: Loris Sutton (Wielka Brytania) – sopran, Evelyn Lear (USA) – sopran, Nell Allen (Niemcy) – alt, William Flavin (USA) – tenor, Jerzy Szymański (Polska) – bas, Jerzy Artysz (Polska) – bas

## 6. edycja, 1959
Jury: Frans van Amelsvoort (Holandia), Hélène Bouvier (Francja), Roy Henderson (Wielka Brytania), Gerhard Hüsch (Niemcy), Virgilio Mortari (Włochy), Lode Rosqiun, Julius Patzak (Austria), Frans Vroons (Holandia), Manus Willemsen (Holandia), Annie Woud (Holadnia)
- Grand Prix: Arthur Loosli (Szwajcaria) – bas-baryton
- I nagrody: Zofia Janukowicz-Pobłocka (Polska) – sopran, Mariette Dierckx (Belgia) – alt, Arthur Loosli (Szwajcaria) – bas-baryton,
- II nagrody: Maya Breier (Niemcy) – sopran, Lia Rottier (Belgia) – sopran, Juliana Falk (Węgry) – alt, Djurdjevka Cakarevic (Jugosławia) – mezzosopran, Harold Gray (Wielka Brytania) – bas
- dyplomy honorowe: Judith Heller (Węgry) – sopran, Kamiel Lampaert (Belgia) – tenor, Giusseppina Schettino (Włochy) – sopran

## 7. edycja, 1960
Jury: Frans van Amelsvoort (Holandia), Hélène Bouvier (Francja), Léonce Gras (Belgia), Roy Henderson (Wielka Brytania), Gerhard Hüsch (Niemcy), Virgilio Mortari (Włochy), Julius Patzak (Austria), Frans Vroons (Holandia), Manus Willemsen (Holandia), Annie Woud (Holadnia)
- Grand Prix: Károly Schmidt (Węgry) – bas

- I nagrody: Lise Arséguet (Francja) – sopran, Károly Schmidt (Węgry) – bas
- II nagrody: Irena Torbus-Mierzwiak (Polska) – sopran, John Wakefield (WIelka Brytania) – tenor, Sigurdur Björnsson (Islandia) – tenor, Bert Olsson (Holandia) – baryton
- dyplomy honorowe: Soo-Bee Lee (Singapur) – sopran, Halina Jankowska (Polska) – sopran, Jindřich Jindrák (Czechy) – bas, Jacques Villisech (Francja) – baryton, Harold Gray (Wielka Brytania) – bas

## 8. edycja, 1961
Jury: Frans van Amelsvoort (Holandia), Hélène Bouvier (Francja), Scipio Colombo (Włochy), Lode Devos (Belgia), Elisabeth Höngen (Austria), Roy Henderson (Wielka Brytania), Julius Patzak (Austria), Frans Vroons (Holandia), Manus Willemsen (Holandia) – przewodniczący, Annie Woud (Holandia)
- Grand Prix: Thomas Carey (USA) – baryton

- I nagrody: Yvonne Minton (Australia) – alt, Thomas Carey (USA) – baryton
- II nagrody: Olga Maddalena (Włochy) – sopran, Karin Ostar (Holandia) – sopran, Margaret Duckworth (Wielka Brytania) – alt, Alphonz Bartha (Węgry) – tenor, Kenneth John Bowen (Wielka Brytania) – tenor, John Wiles (USA) – baryton, Henk Smit (Holandia) – baryton
- dyplomy honorowe: Marie M. Femelaer (Belgia) – sopran, Ryszard Lisiecki (Polska) – bas, Hans Martin Swedberg (Australia) – baryton

## 9. edycja, 1962
Jury: Kim Borg (Finlandia), Ettore Campogalliani (Włochy), Rosl Szweiger (Austria), Manus Willemsen (Holandia)
- Grand Prix: Jules Bastin (Belgia) – bas

- I nagrody: Jules Bastin (Belgia) – bas
- II nagrody: Zofia Anna Wilma (Polska) – sopran, Julijana Anastasijević (Jugosławia) – alt, Richard Novák (Szwajcaria) – bas, Frederick Gersten (USA) – bas
- dyplomy honorowe: Margot Misita (USA) – sopran, Giovanna Vighi (Włochy) – alt

## 10. edycja, 1963
Jury: Manus Willemsen (Holandia) – przewodniczący, Frans van Amelsvoort (Holandia), Annie Delorie (Holandia), Lode Devos (Belgia), Keith Falkner (Wielka Brytania), Ilse Hollweg (Niemcy), Elisabeth Höngen (Austria), Domenico Messina (Włochy), Janine Micheau (Francja), Frans Vroons (Holandia)
- Grand Prix: Dan Iordachescu (Rumunia) – baryton
- I nagrody: Margaret Duckworth (Wielka Brytania) – alt, Dan Iordachescu (Rumunia) – baryton
- II nagrody: Rineke Cornelissens (Holandia) – sopran, Ewa Dubrowska (Polska) – alt, Lucienne van Dijck (Belgia) – mezzosopran, Jean-Jacques Schreurs (Belgia) – tenor, Antoni Dutkiewicz (Polska), Peter Leeming (Wielka Brytania) – baryton

## 11. edycja, 1964
Jury: Tom Brand (Holandia), Scipio Colombo (Włochy), Keith Falkner (Wielka Brytania), Johannes den Hertog (Holandia), Guus Hoekman (Holandia), Irma Kolassi (Grecja), Annelies Kupper (Niemcy), Kristian Lange (Norwegia), Julius Patzak (Austria), Manus Willemsen (Holandia)
- Grand Prix: Janka Békas (Węgry) – sopran
- I nagrody: Janka Békas (Węgry) – sopran, Bożena Kinasz-Mikołajczak (Polska) – sopran
- II nagrody: Mary Hayward (Wielka Brytania) – sopran, Anna Malewicz-Madey (Polska) – mezzosopran, Geoffrey Shovelton (Wielka Brytania) – tenor, Patrick Costeloe (Wielka Brytania) – tenor
- dyplomy honorowe: Frans van Daalen (Holandia) – tenor, Elżbieta Nizioł (Polska) – sopran, Nicole Ombroix (Francja) – alt, Jean-Jacques Schreurs (Belgia) – tenor, Ton Thissen (Holandia) – bas, Tineke van Wallinga (Holandia) – sopran

## 12. edycja, 1965
Jury: Manus Willemsen (Holandia), Eva Bornemann (Niemcy), Hélène Bouvier (Francja), Irma Kolassi (Grecja), Tom Brand (Holandia), Roy Henderson (Wielka Brytania), Johannes den Hertog (Holandia), Felix de Nobel (Holandia), Heinz Rehfuss (Szwajcaria), Renaat Verbruggen (Belgia)
- Grand Prix: Viorica Cortez (Rumunia) – mezzosopran
- I nagrody: Ileana Cotrubaș (Rumunia) – sopran, Viorica Cortez (Rumunia) – mezzosopran, Sigmund Nimsgern (Niemcy) – baryton
- II nagrody: Faith Pulston Jones (Wielka Brytania) – mezzosopran, Pompeju Hǎrǎşteanu (Rumunia) – baryton
- dyplomy honorowe: Julijana Anastasijević (Jugosławia) – alt, Heide Baetge (Niemcy) – sopran, Françoise Rogez (Francja) – mezzosopran, Wojciech Jan Śmietana (Polska) – baryton

## 13. edycja, 1966
Jury: Manus Willemsen (Holandia), Corry Bijster (Holandia), Irma Kolassi (Grecja), Josef Greindl (Niemcy), Roy Henderson (Wielka Brytania), Johannes den Hertog (Holandia), Hans Kerkhoff (Holandia), Karl O. Koch (Niemcy), Pierre Mollet (Szwajcaria), Renaat Verbruggen (Belgia)
- Grand Prix: Marina Karlovici (Rumunia) – sopran
- I nagrody: Marina Karlovici (Rumunia) – sopran, Ludovic Spiess (Rumunia) – tenor
- II nagrody: Ana Marina Miranda (Argentyna) – sopran, Norma Lehrer (Argentyna) – mezzosopran, Marco Bakker (Holandia) – baryton
- dyplomy honorowe: Vasile Martinoiu (Rumunia) – baryton, Peter Wetzler (Niemcy) – tenor

## 14. edycja, 1967
Jury: Manus Willemsem (Holandia), Corry Bijster (Holandia), Cora Canne Meijer (Holandia), Jeanne Deroubaix (Belgia), Andrew Gold (Wielka Brytania), Hans Kerkhoff (Holandia), Halina Łukomska (Polska), Pierre Mollet (Szwajcaria), Friedrich Schramm (Niemcy), Erik Werba (Austria)
- Grand Prix: nie przyznano
- I nagrody: Helja Angervo (Finlandia) – mezzosopran, Louis Hagen-William (USA) – bas
- II nagrody: Stefanka Popangelova (Bułgaria) – sopran, Sally La Sage (Wielka Brytania) – sopran, Nigel Wickens (Kanada) – baryton
- dyplomy honorowe: Bert van Delden (Holandia) – tenor, Chris Verhoog (Holandia) – bas

## 15. edycja, 1968
Jury: Isobel Baillie (Wielka Brytania), Cora Canne-Meijer (Holandia), Anton Dermota (Jugosławia), Clara Ebers (Niemcy), Johannes den Hartog (Holandia), Hans Kerkhoff (Holandia), Friedrich Schramm (Niemcy), Oda Slobodskaja (ZSRR), Renaat Verbruggen (Belgia), Manus Willemsen (Holandia) – przewodniczący
- Grand Prix: Hans-George Dahmen (Niemcy) – baryton
- I nagrody: Csilla Zentai (Węgry) – sopran, Ria Bollen (Belgia) – mezzosopran, Hans-George Dahmen (Niemcy) – baryton
- II nagrody: Angela Beale (Wielka Brytania) – sopran, Wendy Eathorne (Wielka Brytania) – sopran, Oriel Sutherland (Wielka Brytania) – alt, Ilie Baciu (Rumunia)
- dyplomy honorowe: Paula Page (USA) – mezzosopran, Catherine Ryan (USA) – sopran, Hubert Waber (Holandia) – bas

## 16. edycja, 1969
Jury: Tom Brand (Holandia), Anton Dermota (Jugosławia), Jeanne Deroubaix (Belgia), Otakar Kraus (Czechosłowacja), Erna Spoorenberg (Holandia), Maria Stader (Szwajcaria), Alexander Young (Wielka Brytania), Manus Willemsen (Holandia) – przewodniczący
- Grand Prix: brak informacji
- I nagrody: Maria Slatinaru (Rumunia), Else Paaske (Dania), Walker Wyatt (USA)
- II nagrody: Leslie Johnson (USA), Karl Markus (Niemcy), Hubert Waber (Holandia), Maurice Brown (Kanada)

## 17. edycja, 1970
Jury: Anton Dermota (Jugosławia), Johannes den Hertog (Holandia), Irma Kolassi (Grecja), Pierre Mollet (Szwajcaria), Allen Percival (Czechosłowacja), Erna Spoorenberg (Holandia), Maria Stader (Szwajcaria), Manus Willemsen (Holandia) – przewodniczący
- Grand Prix: brak informacji
- I nagrody: Shuichi Takahashi (Japonia), Sona Ghazarian (Liban)
- II nagrody: Chritiane Issartel (Francja), Georgette Sezonov (USA), Helen Attfield (Wielka Brytania), Charles Corp (Wielka Brytania), Soto Papulkas (Grecja)

## 18. edycja, 1971
Jury: Johannes den Hertog (Holandia) – przewodniczący, Anton Dermota (Jugosławia), Arta Florescu (Rumunia), Nan Meriman (USA), Fritz Ollendorf (Niemcy), Allen Percival (Czechosłowacja), Erna Spoorenberg (Holandia), André Vessières (Francja)
- Grand Prix: brak informacji
- I nagrody: Horiana Bránisteanu (Rumunia), Yuko Tsui (Austria), Robert Holl (Holandia), Thomas Thomaschke (Niemcy)
- II nagrody: Willford Evans (Wielka Brytania)

## 19. edycja, 1972
Jury: Johannes den Hertog (Holandia) – przewodniczący, Kim Borg (Finlandia), Cora Canne Meijer (Holandia), John Kentish (Wielka Brytania), Halina Łukomska (Polska), Janine Micheau (Francja), Fritz Ollendorf (Niemcy), Hermann Reutter (Niemcy), Erna Spoorenberg (Holandia)
- Grand Prix: Patricia Payne (Wielka Brytania) – mezzosopran
- I nagrody: Gerda Spireanu (Rumunia) – sopran, Patricia Payne (Wielka Brytania) – mezzosopran, Robert Currier Christensen (USA) – baryton
- II nagrody: Nina Stefanowa (Bułgaria) – sopran, Adelheid Krauss (NIemcy) – mezzosopran, Jacques Bona (Francja) – bas, Gheorghes Emil Crásnaru (Rumunia), Eduard Tumageanian (Rumunia)

## 20. edycja, 1973
Jury: Anton Dermota (Jugosławia), Johannes den Hertog (Holandia), Allen Percival (Wielka Brytania), Erna Spoorenberg (Holandia), Pierre Mollet (Szwajcaria), Maria Stader (Szwajcaria), Julius Patzak (Austria), Frans Vroons (Holandia), Manus Willemsen (Holandia), Irma Kolassi (Grecja)
- Grand Prix: brak informacji
- I nagrody: Adrienne Csengery (Węgry), Cornalia Pop (Rumunia)
- II nagrody: Stefania Toczyska (Polska), Vibeke Bjelke (Dania), Antonius Nicolescu (Rumunia), James Wagner (Wielka Brytania), Peter Tschaplik (Niemcy)

## 21. edycja, 1974
Jury: John Daniskas (Holandia) – przewodniczący, Arthur Eisen (ZSRR), Lore Fisher (Niemcy), David Johnston (Wielka Brytania), Leo Ketelaars (Holandia), Janine Micheau (Francja), Erna Spoorenberg (Holandia), Renaat Verbruggen (Belgia)
- Grand Prix: Nadhezda Vainer (ZSRR) – alt/mezzosopran
- I nagrody: La Verne Williams (USA) – sopran, Nadhezda Vainer (ZSRR) – alt/mezzosopran
- II nagrody: Ruzanna Lissitzian (ZSRR) – sopran, Valerie Popova (Bułgaria) – sopran, Berthold Possemeyer (Niemcy) – tenor, Andrew Knight (Wielka Brytania) – baryton
- dyplomy honorowe: Kathrin Graf (Szwajcaria) – sopran, Gwynneth Griffiths (Wielka Brytania) – alt, László Polgar (Węgry)

## 22. edycja, 1975
Jury: Manus Willemsen (Holandia) – przewodniczący, Frédéric Anspach (Belgia), Nikola Cvejic (Jugosławia), David Johnston (Wielka Brytania), Coby Riemersma (Holandia), Hertha Töpper (Niemcy), Marylin Tyler (USA) – sopran, Erik Werba (Austria)
- Grand Prix: brak informacji
- I nagrody: Vladimir Pankratov (ZSRR), Maria Venuti (Niemcy), Patricia Price (Wielka Brytania),
- II nagrody: Alicja Świątek-Matusik (Polska), Christiane Baumann (Niemcy), Marie Laferriére (Kanada), Mina Terentieva (ZSRR), Rosendo F. Dacal (ZSRR), Andreu Belton (Wielka Brytania), Heiner Eckels (Niemcy)

## 23. edycja, 1976
Jury: Manus Willemsen (Holandia) – przewodniczący, Frédéric Anspach (Belgia), Kim Borg (Szwecja), Giorgio Favaretto (Włochy), Thomas Hemsley (Wielka Brytania), Erna Spoorenberg (Holandia), Hertha Töpper (Niemcy), Iliya Yossofov (Bułgaria)
- Grand Prix: Mitsuko Shirai (Japonia) – sopran
- I nagrody: Mitsuko Shirai (Japonia) – sopran
- II nagrody: Dinah Harris (Wielka Brytania) – sopran, Michaela Agachi (Rumunia) – mezzosopran, Drew Minter (USA) – kontratenor, Frieder Lang (Niemcy) – tenor
- dyplomy honorowe: Brigitte Eisenfeld (NRD) – sopran, Ibolya Sárvári-Bronkhorst (Holandia) – mezzosopran, Aldo Baldin (Brazylia) – tenor

## 24. edycja, 1977
Jury: John Daniskas (Holandia) – przewodniczący, Jos Burcksen (Holandia), Jeanne Deroubaix (Belgia), Lode Devos (Belgia), Arta Florescu (Rumunia), Horst Günter (Niemcy), Thomas Hemsley (Wielka Brytania), Erik Werba (Austria)
- Grand Prix: nie przyznano
- I nagrody: Raili Viljakanen (Finlandia) – sopran, Linda Finni (Wielka Brytania) – mezzosopran, William Elvin (Wielka Brytania) – baryton
- II nagrody: Daisetta Kim (USA) – sopran, Eligia Kłosowska (Polska) – mezzosopran, Janusz Marciniak (Polska) – tenor, Graham Titus (Wielka Brytania) – bas
- dyplomy honorowe: Andrea Ihle (NRD) – sopran, Doreen O'Neill (Wielka Brytania) – mezzosopran

## 25. edycja, 1978
Jury: Manus Willemsen (Holandia) – przewodniczący, Eva Bornemann (Niemcy), Halina Łukomska (Polska), Bernard Kruysen (Holandia), Lode Devos (Belgia), Dorothy Dorow (Wielka Brytania), Siegmund Nimsgern (Niemcy)
- Grand Prix: brak informacji
- I nagrody: Larissa Shevchenko (ZSRR), David James (Wielka Brytania), Ingemar Korjus (Kanada)

## 26. edycja, 1979
Jury: brak informacji
Grand Prix: brak informacji
I nagrody: Nelly Miricioiù (Rumunia)

## 27. edycja, 1980
Jury: brak informacji
Grand Prix: nie przyznano
I nagrody: Lynda Russell (Wielka Brytania) – sopran, Mariana Cioromila (Rumunia) – mezzosopran, Thomas Wilcox (USA) – bas-baryton
II nagrody: Fusako Kondo (Japonia) – sopran, Maria Ardo (Węgry) – sopran, Chieko Shirasaka (Japonia) – mezzosopran, Thomas Hampson (USA) – baryton, Robin Martin-Oliver (Wielka Brytania) – kontratenor
dyplomy honorowe: Theo Römer (Niemcy) – baryton, Sabine Rösselt (Niemcy) – sopran
Donemus Prize: Dariusz Niemirowicz (Polska) – baryton

## 28. edycja, 1981
Jury: brak informacji
Grand Prix: Anne Dawson (Wielka Brytania) – sopran
I nagrody: Anne Dawson (Wielka Brytania) – sopran, Tatjana Cherkasova (ZSRR) – sopran, Jean Nirouët (Francja) – kontratenor, Howard Haskin (USA) – tenor, Jan Opalach (USA) – bas-baryton
II nagrody: Patricia Rozario (Wielka Brytania) – sopran, Anne-Marie Dur (Holandia) – sopran, Wolfgang Holzmair (Austria) – baryton
dyplomy honorowe (III nagrody): Melvin Earl-Brown (USA) – kontratenor, Barseg Tumanyan (ZSRR) – bas-baryton

## 29. edycja, 1982
Jury: brak informacji
- Grand Prix: Elżbieta Szmytka (Polska) – sopran
- I nagrody: Elżbieta Szmytka (Polska) – sopran, Anna Caleb (Irlandia) – mezzosopran
- II nagrody: Shihomi Inoue-Heller (Japonia) – sopran, Nadia Tsvetkova (Bułgaria) – mezzosopran, Ildikó Komlósi (Węgry) – mezzosopran, Steven L. Rickards (USA) – kontratenor, Thomas Dewald (Niemcy) – tenor
- dyplomy honorowe (III nagrody): James McLean (Kanada) – tenor, Anneliese Fried (Niemcy) – mezzosopran, Kazumi Kohno (Japonia) – sopran

## 30. edycja, 1983
Jury: brak informacji
- Grand Prix: Judith Melafronte (USA) – mezzosopran
- I nagrody: Judith Melafronte (USA) – mezzosopran,
- II nagrody: Mila Krustnikova (Bułgaria) – sopran, Alison Pearce (Wielka Brytania) – sopran, Nellie van der Sijde (Holandia) – sopran, Elizabeth Campbell (Australia) – mezzosopran, Harald Bjorkoy (Norwegia) – baryton, John Hancorn (Wielka Brytania) – baryton
- dyplomy honorowe (III nagrody): Tamás Csurja (Węgry) – bas-baryton, Suzanne Rodas (USA) – sopran

## 31. edycja, 1984
Jury: brak informacji
- Grand Prix: Lani Poulson (USA) – mezzosopran
- I nagrody: Lani Poulson (USA) – mezzosopran, Thomas Mohr (Niemcy) – bas-baryton
- II nagrody: Ikuko Igarashi (Japonia) – sopran, Christian Botes (Wielka Brytania) – mezzosopran, Elise Bédard (Francja) – mezzosopran, Kenzo Ishi (Japonia) – tenor, Frans Fiselier (Holandia) – baryton
- dyplomy honorowe (III nagrody): Eija Järvelä (Finlandia) – sopran, Henri de Rouville (Francja) – kontratenor

## 32. edycja, 1985
Jury: brak informacji
- Grand Prix: nie przyznano
- I nagrody: Leontina Vaduva (Rumunia) – sopran, Alexander Naumenko (ZSRR) – bas,Jenny Miller (USA) – mezzosopran
- II nagrody: Elena Bryleva (ZSRR) – sopran, Boris Bechko (ZSRR) – bas
- dyplomy honorowe (III nagrody): Marc Tucker (USA) – tenor

## 33. edycja, 1986
Jury: brak informacji
- Grand Prix: Miao Qing (Chiny) – alt
- I nagrody: Miao Qing (Chiny) – alt
- II nagrody: Andrea Rost (Węgry) – sopran, Atsuko Suzuki (Japonia) – sopran, Dorris van de Meerendonk (Holandia) – sopran, Sandra Graham (USA) – alt, Kurt Streit (USA) – tenor, Ned Barth (USA) – baryton, Math Dirks (Holandia) – bas-baryton, Ryszard Cieśla (Polska) – baryton
- III nagrody: Akemi Yamazaki (Japonia) – mezzosopran, Johannes Mannov (Dania) – bas-baryton

## 34. edycja, 1987
Jury: brak informacji
- Grand Prix: nie przyznano
- I nagrody: Fiona Cameron (Wielka Brytania) – sopran, Marie-Noëlle de Callataÿ (Belgia) – sopran
- II nagrody: Chen Qilian (Chiny) – sopran, Erik Kurmangaliev (ZSRR) – kontratenor, Robert Swensen (USA) – tenor, Adam Kruszewski (Polska) – baryton, Erik Oland (Kanada) – baryton
- III nagrody: Andrea Poddighe (Włochy/Holandia) – tenor

## 35. edycja, 1988
Jury: brak informacji
- Grand Prix: Adrianne Pieczonka (Kanada) – sopran
- I nagroda: Adrianne Pieczonka (Kanada) – sopran, Ruth Ziesak (Niemcy) – sopran
- II nagroda: Claron McFadden (USA) – sopran, Ursula Kunz (Niemcy) – alt
- Erna Spoorenberg Prize: Fabienne Jost (Francja) – sopran, Czesław Gałka (Polska) – bas-baryton
- Elly Ameling Prize: Carl Halverson (USA) – tenor, Zofia Kilanowicz (Polska) – sopran

## 36. edycja, 1989
Jury: brak informacji
- Grand Prix: nie przyznano
- I nagroda: Yvi Jänicke (Niemcy) – mezzosopran
- II nagroda: Yung Min Lee (Korea Płd.) – sopran, Kimberly Justus (USA) – sopran, Matthias Bleidorn (NRD) – tenor, Werner van Mechelen (Belgia) – bas-baryton
- Elly Ameling Prize: Gisèle Fixe (Francja) – sopran, Urszula Jankowska (Polska) – sopran

## 37. edycja, 1990
Jury: brak informacji
- Grand Prix: Oleg Malikov (ZSRR) – baryton
- I nagroda: Oleg Malikov (ZSRR) – baryton, Maria Zhukova (ZSRR) – sopran, Katsunori Kono (Japonia) – baryton
- II nagroda: Oxana Arkaeva (ZSRR) – sopran, Salvatore Champagne (USA) – tenor

## 38. edycja, 1991
Jury: brak informacji
- Grand Prix: Ralf Lukas (Niemcy) – bas-baryton
- I nagroda: Petra Lang (Niemcy) – mezosopran, Ralf Lukas (Niemcy) – bas-baryton
- II nagroda: Irina Romushevskaya (ZSRR) – mezosopran, Artur Stefanowicz (Polska) – kontratenor, Reginaldo Pinheiro (Brazylia) – tenor

## 39. edycja, 1992
Jury: brak informacji
- Grand Prix: nie przyznano
- I nagroda: Angelina Ruzzafante (Holandia) – sopran, Liu Yue (Chiny) – bas
- II nagroda: Cornelia Hosp (Austria) – sopran,
- III nagroda: Catherine McPhail (Francja) – sopran, Etsuko Matsushita (Japonia) – sopran
- Markus Herdink Oratorio Encouragement Prize: Ewa Wolak (Polska) – alt

## 40. edycja, 1994
Jury: brak informacji
- Grand Prix: nie przyznano
- I nagroda: Sophie Koch (Francja) – mezzosopran, James Oxley (Wielka Brytania) – tenor, Leonardo De Lissi (Włochy) – tenor
- II nagroda: Satah Connoly (Wielka Brytania) – mezzosopran, Olga Pasiecznik (Ukraina) – sopran, Karina Gauvin (Kanada) – sopran

## 41. edycja, 1996
Jury: brak informacji
- Grand Prix: nie przyznano
- I nagroda: Johny Maldonaldo (USA) – kontratenor, Kyoko Saito (Japonia) – sopran
- Händel Foundation Prize: Johny Maldonaldo (USA) – kontratenor, Agnieszka Mikołajczyk (Polska) – sopran
- PNEM Public Prize: Agnieszka Mikołajczyk (Polska) – sopran
- dyplomy honorowe: Renate Ardens (Holandia) – sopran, Barbara Hannigan (Kanada) – sopran

## 42. edycja, 1998
Jury: brak informacji
- I nagroda:
- II nagroda: Oana-Andra Ulieriu (Rumunia) – sopran, Pierre-Yves Pruvot (Francja) – baryton

## 43. edycja, 2000
Jury: brak informacji
- Grand Prix: Veronica Amarres (Rosja) – mezzosopran
- inne nagrody: Matjaž Robavs (Słowenia) – bartyon, Steven Hans Vosschezang (Holandia) – baryton

## 44. edycja, 2002
Jury: brak informacji
- Grand Prix: Lenneke Ruiten (Holandia) – sopran
- inne nagrody: Klemens Geyrhofer (Austria) – baryton, Kyle Ketelsen (Holandia) – bas-baryton, Lenneke Ruiten (Holandia) – sopran

## 45. edycja, 2004
Jury: brak informacji
- I nagroda: Measha Brueggergosman (Kanada)
- II nagroda: Cora Burggraaf (Holandia)
- III nagroda: Irina Iordachescu (Rumunia)

## 46. edycja, 2006
Jury: brak informacji
- I nagroda: Joshua Ellicott (Wielka Brytania) – tenor
- II nagroda: Kinga Dobay (Niemcy) – mezzosopran
- III nagroda: Robin Tritschler (Irlandia) – tenor

## 47. edycja, 2008
Jury: brak informacji
- Grand Prix: Hansung Yoo (Korea Płd.) – baryton

## 48. edycja, 2010
Jury: brak informacji
- Grand Prix: Daniela Köhler (Niemcy) – sopran
- nagroda (opera): Claudia Boyle (Irlandia) – sopran, Miriam Daenesse Clark (Niemcy/USA) – sopran
- nagroda (oratorium): Rosanne van Sandwijk (Holandia) – mezzosopran

## 49. edycja, 2012
Jury: brak informacji
- Grand Prix: Nadine Koutcher (Białoruś) – sopran
- nagroda (opera): Gulnara Shafigullina (Rosja) – sopran
- nagroda (oratorium): Dashon Burton (USA) – baryton
- nagroda (pieśń): Peter Gijsbertsen (Holandia) – tenor

## 50. edycja, 2014
Jury: Kiri Te Kanawa, Ioan Holender, Elly Ameling
- Grand Prix: Andrew Haji (Kanada) – tenor
- nagroda (opera): Matthew Newlin (USA) – tenor
- nagroda (oratorium): Catriona Morison (Wielka Brytania) – mezzosopran

## 51. edycja, 2017
Jury: brak informacji
- Grand Prix: Zhang Yajie (Chiny) – mezzosopran
- nagroda (opera): Zhang Yajie (Chiny) – mezzosopran
- nagroda (oratorium): Anna Harvey (Wielka Brytania) – mezzosopran
- Dioraphte Composition Prize: Kinga Borowska (Polska) – mezzosopran

## 52. edycja, 2018
Jury: brak informacji
- Grand Prix: Josh Lovell (Kanada) – tenor
- nagroda (opera): Josh Lovell (Kanada) – tenor
- nagroda (oratorium): Rosina Fabius (Holandia) – mezzosopran

## 53. edycja, 2019
Jury: brak informacji
- Eugène Pannebakker LiedDuo Prize: Ema Nikolovska (Kanada) - mezzosopran, Michael Sikich (USA) - pianista

## 54. edycja, 2020
Jury: brak informacji
- Eugène Pannebakker LiedDuo Prize: Arvid Fagerfjäll (Szwecja) - baryton, Kikaru Kanki (Japonia) - pianista

## 55. edycja, 2022
Jury: brak informacji
- Grand Prix: Andrei Danilov - tenor
- nagroda (opera): Andrei Danilov - tenor
- nagroda (oratorium): Bella Adamova (Czechy) - mezzosopran
- II nagroda (opera lub oratorium): Stanisław Napierała (Polska) - tenor